# Maroc Express

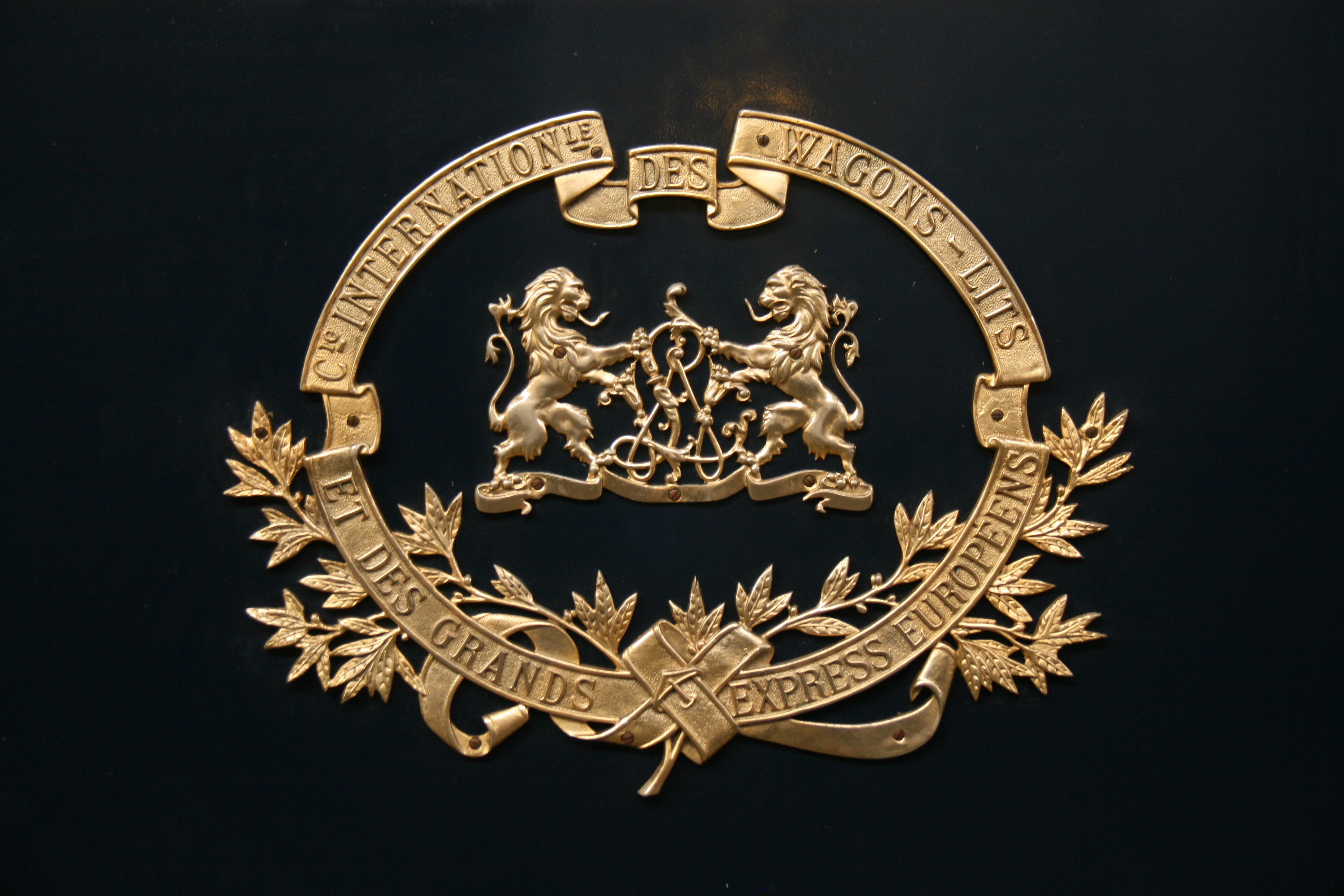
CIWL Logo

De Maroc Express was een nachttrein van de Compagnie Internationale des Wagons-Lits (CIWL) op de verbinding tussen Madrid en Gibraltar.
De Maroc Express is op 16 januari 1911 door de CIWL in dienst genomen als onderdeel van de treinverbinding tussen Parijs en Marokko. De dienstregeling was zo opgezet dat reizigers aansluiting hadden op de Sud Express. De aansluiting moet hier wel ruim gezien worden omdat de reizigers die 's morgens in Madrid aankwamen pas 's avonds, aan de andere kant van de stad, hun reis konden voortzetten. In Madrid moesten de reizigers door de stad van Atocha naar Chamartin of omgekeerd.
Het traject door La Mancha werd 's nachts afgelegd. In Algeciras kon de oversteek naar Marokko gemaakt worden. De treindienst is na het uitbreken van de Eerste Wereldoorlog gestaakt omdat de trein van/naar Parijs als gevolg van de oorlog ook niet meer reed en daardoor onvoldoende klanten overbleven.

## Route en dienstregeling
| MG    | land      | station       | km | GM    |
| ----- | --------- | ------------- | -- | ----- |
| 20:20 | Spanje    | Madrid Atocha |    | 09:05 |
| 06:00 | Spanje    | Cordoba       |    | 23:10 |
| 14:00 | Spanje    | Algeciras     |    | 15:05 |
| 14:35 | Gibraltar | Gibraltar     |    | 14:00 |